# Grechetto
Il Grechetto è un termine con cui si indicano alcuni vitigni afferenti al gruppo dei “Greci”, cioè alla numerosa famiglia di vitigni dalle caratteristiche ampelografiche diverse, che venivano utilizzati nel Medioevo per produrre vini molto simili a quelli importati dal Mediterraneo orientale e/o importati nell’Italia meridionale attraverso la Magna Grecia.

## Il vitigno
Nel Registro Nazionale delle Varietà di Vite sono iscritti diversi cloni/varietà:

I - G 5 ICA - PG o Grechetto di Todi/Pignoletto o clone G5:

Sinonimi: Aglionzina, Alionzina, Grechetto, Grechetto di Todi, Grechetto Gentile, Grechetto Pignoletto, Greco bianco di Rogliano, Greco gentile, Occhietto, Pallagrella bianca, Pallagrello bianco, Pallagrello di Avellino, Pallagrello di Caserta, Pallarella, Piedimonte bianco, Pignotella bianca, Pignoletto bolognese, Pignolino, Pignolo, Puncinculo, Rebola, Ribolla riminese, Strozzavolpe, Uva Grilli.
Caratteristiche: foglia media, allungata, pentagonale, trilobata e, in alcuni casi, pentalobata o intera, pagina superiore bollosa o rugosa, di colore verde intenso; grappolo di media grandezza o piccolo, cilindrico o cilindro-conico, spargolo o semi-serrato; acino di media grandezza, ovale, con buccia mediamente pruinosa, sottile, consistente e di colore giallastro.

Maturazione: fine settembre.
I - G 109 ISV - ICA PG o Grechetto di Orvieto o clone G109:

Sinonimi: Greca del Piemonte, Grecherello, Grechetto, Grechetto di Orvieto, Grechetto nostrale, Grechetto spoletino, Greco, Greco bianco di Perugia, Greco spoletino, Montarino bianco, Manotanaro, Occhietto, Pistillo, Pizzinculo, Pocinculo, Pulce, Pulcincolo, Pulcinculo bianco, Pulcinculu, Pulcinella, Stroppa Volpe, Strozza Volpe, Strozzavolpe, Uva di San Marino.
Caratteristiche: foglia pentagonale, trilobata, più lunga che larga, pagina superiore aracnoidea, di colore verde chiaro; grappolo medio, lungo, quasi cilindrico, piuttosto serrato, raramente alato; acino di media grandezza, leggermente ellissoidale, con buccia pruinosa, spessa e di colore giallo dorato-verdognolo.
Maturazione: da fine settembre ai primi di ottobre.
I-VCR 2:

Il clone dà vini di ottima acidità, freschi, fruttati con particolari sentori di pera; adatto agli uvaggi.
I-CAB 3:

Il clone fornisce vini freschi e fruttati, sapidi e snelli, con titolo alcolico leggermente superiore a quello della popolazione di riferimento. All’uvaggio conferisce struttura edacidità. Nel complesso i vini sono stati giudicati di buona qualità e con sufficienti caratteri di tipicità.
I-CAB 5:

Il clone fornisce un vino con debole fruttato, alcolico, fresco, di struttura. All’uvaggio aggiunge sapidità. Nel complesso i vini sono stati giudicati di buona qualità e consufficienti caratteri di tipicità.
I-VCR 3:

Vino di ottima acidità fissa, strutturato, con intensi sentori fruttati e aromi persistenti.
I-VCR 433:

Vino di colore giallo paglierino scarico con lieviri flessi verdognoli e con profumi delicati floreali-fruttati, dal sapore secco e asciutto, armonico e abbastanza persistente, fresco e di elevata acidità. Il clone si addice alla produzione divini fermi, ma anche di vini spumanti a fermentazione naturale.
Riguardo al Grechetto di Todi (clone G5) e Grechetto di Orvieto (clone G109), come risulta da recenti ricerche ampelografiche, realizzate utilizzando i moderni strumenti che fanno riferimento alle indagini chemitassonomiche e genetiche, è stato dimostrato che si tratta di due cultivar differenti ma con molte analogie, dalle quali e stata effettivamente accertata l'identità tra Greco di Todi, Pignoletto e Ribolla riminese e la differenza esistente con il Grechetto di Orvieto.
Nel 2014 il disciplinare di produzione della Doc Colli Bolognesi ha ridefinito la base ampelografica della denominazione prevedendo che i vini fossero ottenuti per almeno l’85% con le uve del vitigno “Grechetto gentile” (localmente conosciuto anche con il nome Alionzina), testimoniando la vicinanza alla varietà umbra.

## Storia
Si ritiene che il Grechetto, come suggerito dal nome, sia originario dalla Grecia così come tutti gli altri vitigni che portano il nome di Greco: sarebbe stato portato nell'Italia Meridionale dai coloni che a suo tempo popolavano la Magna Grecia.

## Zone di coltivazione e disciplinari di utilizzazione
Il Grechetto, in entrambi i cloni, è diffuso principalmente in Umbria e nelle zone limitrofe delle regioni centrali, ovvero Lazio, Toscana e Marche. Può comunque essere considerato un vitigno autoctono dell’Umbria o più estesamente dell’Italia Centrale.

La coltivazione del Grechetto è diffusa in diverse località della provincia di Perugia, di Terni, di Arezzo (Grechetto Valdichiana Doc) e più raramente in alcune zone delle Marche e della provincia di Siena.

Le uve di questo vitigno sono presenti in purezza o in uvaggio nelle DOC Grechetto Valdichiana Toscana, Orvieto, Torgiano, Vin Santo di Montepulciano, Assisi, Colli del Trasimeno, Colli Amerini, Montefalco.

Il Pignoletto bolognese viene coltivato in provincia di Bologna e in quelle confinanti.

## Il vino
Da queste uve si ricavano vini caratterizzati da un colore giallo paglierino dai riflessi verdognoli, fino a raggiungere tonalità di giallo dorato molto intenso, se il vino è fatto maturare o fermentare completamente in barrique..

I vini prodotti con Grechetto in purezza, di moderata acidità e sufficientemente alcolici, hanno un profilo aromatico variegato: si ritrovano prevalentemente delicati aromi di frutta (pera e mela), frutta secca (nocciola), frutta tropicale (ananas, banana, kiwi e pompelmo) e aromi floreali (biancospino, ginestra e, talvolta, camomilla e acacia).
 
In bocca il vino si presenta sufficientemente alcolico, secco, con moderata acidità e struttura. Il passaggio in legno contribuisce a limitare la percezione relativa dell'acidità (conferendo aromi di vaniglia e di tostato, che tuttavia le qualità organolettiche del legno non tendono a prevalere sulle caratteristiche aromatiche, anche se ben percettibili), aumentando nel contempo la morbidezza e la struttura del vino, però, se vinificato in purezza, è consigliato non tardare la vendemmia vista la rapida diminuzione dell’acidità dell’uva.